# 요코시바역
요코시바역(일본어: 横芝駅, よこしばえき 요코시바에키[*])은 일본 지바현 산부군 요코시바히카리정에 위치한 동일본 여객철도의 철도역이다.

## 역 구조
지상역으로, 선로가 남서쪽에서 북동쪽 방향으로 뻗어 있으며 역사는 선로의 남동쪽에 설치되어 있다. 역사에 접한 단식 승강장 1면 1선과 그 북쪽의 섬식 승강장 1면 2선으로, 총 2면 3선의 복합식 승강장을 가지고 있다. 저상 승강장이다. 두 개의 승강장은 역사의 이구라 방면에 있는 지붕이 없는 과선교를 통해 연결되어 있으며, 섬식 승강장 중간에 대합실이 한 동 설치되어 있다. 측선을 하나 가지고 있는데 마쓰오 방면의 1번선에서 분기된다. 단식 승강장은 역사의 마쓰오 방면으로 끊겨 있어, 여기를 통해 이 측선이 뻗어 있다.
역사는 1998년에 지붕을 갈아이고, 벽면의 도장을 새로 하는 등 개축 작업이 이루어졌지만, 1897년 6월 1일의 소부 철도 본사 (지금의 긴시초역) ~ 조시역 간 전 구간 개통 시의 건물을 지금도 쓰고 있다. 목조 단층식으로, 팔작지붕 형태의 지붕이 특징이며, 내부에는 대합실과 자동발권기 등이 있지만 자동개찰기는 없다. 사람이 있는 개찰구 (초록 창구)는 2006년에 폐쇄되고, "모시모시 발매기 카에루 군"이라는 발매기가 새로 설치되었다. 설치된 간이 개찰기에서는 스이카의 사용이 가능하다.
나루토역 관할권으로, JR 지바 철도 서비스가 위탁 영업하고 있는 업무위탁역이다. 2005년 이전에는 직영역이었다.

### 승강장
역사 측에서부터 번호가 정해져 있다.
| 1 | ■ 소부 본선 (상행선) | 나루토・사쿠라・지바・후나바시・도쿄・신주쿠 방면 |
| 2 | ■ 소부 본선 (하행선) | 요카이치바・아사히・조시 방면                     |
| 3 | ■ 소부 본선 (상행선) | 나루토・사쿠라・지바 방면 (한 편만)               |
| 3 | ■ 소부 본선 (하행선) | 요카이치바・아사히・조시 방면 (한 편만)           |

## 역사
요코시바 역은 소부 철도가 전 구간 개통되었을 당시부터 있었던 역으로, 당시에는 마쓰오역이 없었기 때문에, 조시 방면 기준으로 나루토역 바로 다음에 있는 첫 역이었다.
- 1897년 6월 1일 - 소부 철도의 나루토 역 ~ 조시 역 간의 개통에 따라 개업하였다.
- 1907년 9월 1일 - 국유화에 따라 일본국유철도의 소속이 되었다.
- 1909년 10월 12일 - 선로 명칭 제정에 따라 소부 본선의 역이 되었다.
- 1973년 7월 1일 - 화물 취급이 중지되었다.
- 1974년 10월 26일 - 사쿠라 역 ~ 조시 역 간이 전철화되었다.
- 1987년 4월 1일 - 민영화에 따라 동일본 여객철도의 소속이 되었다.
- 2005년 - 업무위탁역이 되었다.
- 2009년 3월 14일 - 스이카 서비스 개시로 도쿄 근교 구간 요금제에 편입되었다.

## 인접정차역
| ■ 동일본 여객철도 소부 본선 | ■ 동일본 여객철도 소부 본선 | ■ 동일본 여객철도 소부 본선 |
| --------------------------- | --------------------------- | --------------------------- |
| 마쓰오 지바 방면            | 보통                        | 이구라 조시 방면            |